# Eurybiacris luteoguttata
Eurybiacris luteoguttata är en insektsart som beskrevs av Marius Descamps 1979. Eurybiacris luteoguttata ingår i släktet Eurybiacris och familjen gräshoppor. Inga underarter finns listade i Catalogue of Life.